# باول بينيت (لاعب كرة قدم)
باول بينيت (بالإنجليزية: Paul Bennett)‏ (31 يناير 1961 بليفربول في المملكة المتحدة - ) هو لاعب كرة قدم بريطاني في مركز الوسط. لعب مع بورت فايل ونادي إيفرتون وBuxton F.C. ‏ ونورثويتش فيكتوريا ونادي ستاليبريدج سيلتيك ونادي تلفورد يونايتد.